# Joe Calzaghe
Joseph William Calzaghe, CBE (/kælˈzæɡi/kal-ZAH-gee; nascido em 23 de março de 1972) é um ex-boxeador profissional galês que competiu de 1993 a 2008. Ele realizou campeonatos mundiais em duas categorias de peso, incluindo a WBA (Super),  WBC, IBF, WBO, revista Ring e títulos super-médios lineares, e o título leve-pesado dos ringues.